# オートガイネフィリア
オートガイネフィリア（英語: autogynephilia）とは、レイ・ブランチャードが当時の概念である性転換症の分類において定義した用語である。男性が、自身を女性だと想像すること、または、女装行為自体、女装中に「女性」として男性と肉体関係を持つこと、そして、これらのような各種「女性化」によって性的興奮する性的倒錯とみなした。
日本語では自己女性化性愛症もしくは自己女性化偏愛性倒錯症（略称AG）と呼ばれる。

## 診断
オートガイネフィリアは性科学者のレイ・ブランチャードが提唱した概念であり、診断可能な疾病としては扱われておらず、診断基準もない。
WHOによる疾病分類であるICD-10においてはパラフィリア症（ICD-10以前は性的嗜好障害）として「フェティシズム的服装倒錯症（英語: Fetishistic transvestism）」という分類が存在したが、ICD-11では削除されている。これは、当該の状態がICDが精神疾患に要求する「苦痛や機能障害を伴うもの」ではなく、「個人的な機能障害を伴わない社会的逸脱または葛藤だけのものは精神疾患に含めない」というICDの方針に合致しないものであったためである。
DSM-5、DSM-5-TRにおいては異性装症（英語: Transvestic disorder）の診断における関連因子としてオートガイネフィリアが言及されている。DSM-5のパラフィリア症における作業部会はブランチャードが議長を務めており、当初はオートガイネフィリアとオートアンドロフィリア（自己男性化愛好症）が特定因子に含まれた。これについて、これらの概念には実証的な根拠と科学的コンセンサスが欠如しているとして世界トランスジェンダー・ヘルス専門家協会によって反対意見が呈された。最終草稿では、オートアンドロフィリアは特定因子から除外されている。

## 歴史
1989年にカナダの性科学者のレイ・ブランチャードによって定義された。語源はギリシャ語のαὐτός（自分）とγυνή（女性）と φιλία（愛）、すなわち「女性としての自分を愛する」という意味である。
男性からの性別移行を行った者に対する議論の余地がある行動モデルの一つで、Blanchard, Bailey, and Lawrence theoryにより非公式に分類されている。この理論は、非同性愛の性別移行者（トランス女性、男性から女性への性別移行者（MtF））が男性だけでなく、レズビアンや両性愛なトランス女性にまで性的に惹かれるような性的魅力が出現する理由を説明するためのモデルで、それによると、男性に興味を持たない（MtF）性別移行者（ブランシャールによれば「性不感症の男性」）は自己イメージを女性的に持ち装うことに性的に昂ぶる。
レイ・ブランチャードはこのような現象を性別違和症候群（gender dysphoria）や性同一性障害（gender identity disorder）と称し、パラフィリアと捉え、さらに「非同性愛性転換（nonhomosexual transsexuals）」または「自己女性愛性転換（autogynephilic transsexuals）」に分類し、男性にだけ惹かれるトランス女性は 「男性愛（androphilic）」、ないし 「同性愛性転換（homosexual transsexuals）」と呼んだ。また、性欲はあるが他人に性的欲求が向かない人として「無性愛者（analloerotic）」にも言及した。
レイ・ブランチャードは1990年代を通じてオートガイネフィリアに関する論文を発表し続けたが、主流の性科学者、心理学者、医師からほとんど注目されなかった。日本には針間克己が1998年に紹介をおこなった。
レイ・ブランチャードのオートガイネフィリア理論が初めて世間の注目を集めたのは、J・マイケル・ベイリーによる『The Man Who Would Be Queen: The Science of Gender-Bending and Transsexualism』という書籍の出版後だった。レイ・ブランチャードとJ・マイケル・ベイリーは共に新優生学団体「ヒューマン・バイオダイバーシティ研究所」のメンバーだった。しかし、この書籍は多くの専門家から批判された。
こうして現在はオートガイネフィリアを含むレイ・ブランチャードの理論は、性科学などの専門家から否定されている。
一方で、オートガイネフィリアの概念は反トランスジェンダーの活動家によってトランス女性を否定するために用いられていることもある。例えば、『トランスジェンダーになりたい少女たち』といった反トランスジェンダーの書籍がオートガイネフィリアを宣伝している。2010年代にはレイ・ブランチャード自身も反LGBTの勢力に関与するようになっていった。